# شكاربور
شِكاربور (بالأردوية: شکارپور)‏ هي مستوطنة، في باكستان، تقع في مديرية شكاربور ‏، وهي عاصمتها، بلغ عدد سكانها 155,400 نسمة وذلك حسب إحصائيات سنة 2017م.